# Anfisa Rezcova
Anfisa Anatol'evna Romanova coniugata Rezcova (in russo Анфиса Анатольевна Романова-Резцова?; traslitterazione anglosassone Anfisa Anatolyevna Reztsova (Romanova); Jakimec, 16 dicembre 1964 – Dolgoprudnyj, 19 ottobre 2023) è stata una biatleta e fondista russa.
Prima della dissoluzione dell'Unione Sovietica (1991) ha gareggiato per l'Unione Sovietica; nel 1992 ha fatto parte della squadra unificata.

## Biografia

### Gli esordi nello sci di fondo
Nativa dell'oblast' di Vladimir, la Rezcova ha debuttato nello sci di fondo. In Coppa del Mondo ha ottenuto il primo risultato di rilievo il 13 dicembre 1984 nella 5 km della Val di Sole (12ª) e il primo podio il 14 febbraio 1985 nella 10 km di Klingenthal.
Ai Mondiali ha vinto la sua prima medaglia a nell'edizione del 1985, l'oro nella staffetta. Ha partecipato ai XV Giochi olimpici invernali di Calgary 1988 conquistando due medaglie, nella staffetta 4 x 5 km  (oro) e nella 20 km (argento). Ai Mondiali ha vinto medaglie anche nel 1987, con un oro nella staffetta 4 x 5 km e due argenti nella 5 km e 20 km,

### Il passaggio al biathlon
Dal 1990 si è dedicata al biathlon e ai XVI Giochi olimpici invernali di Albertville 1992 ha conquistato due medaglie, nella 7,5 km sprint (oro) e nella staffetta 3 x 7,5 km (bronzo). Ha partecipato anche alla gara della 15 km. Ai XVII Giochi olimpici invernali di Lillehammer 1994 ha conquistato un'altra medaglia, nella staffetta 4 x 7,5 km (oro), e partecipato alle gare 7,5 km sprint e 15 km.
Ha vinto una medaglia anche ai Mondiali del 1992, l'argento nella gara a squadre.

### Il ritorno al fondo
Nel 1998 è tornata allo sci di fondo, ottenendo la sua prima vittoria in Coppa del Mondo il 29 novembre nella staffetta di Muonio. È andata ancora a medaglia ai Mondiali del 1999 con un oro nella staffetta 4x5 km. Si è ritirata a fine 1999.
Nel 2009 ha rilasciato una intervista alla rivista russa Lyžnyj sport, dove ha ammesso l'uso di doping nella stagione 1998-1999.

### Morte
Anifsa Rezcova è morta nel 2023.

## Vita privata
Era madre di Dar'ja Virolajnen e Kristina Rezcova, a loro volta biatlete di alto livello.

## Palmarès

### Biathlon

#### Olimpiadi
- 3 medaglie:
  - 2 ori (sprint ad Albertville 1992; staffetta[5] a Lillehammer 1994)
  - 1 bronzo (staffetta ad Albertville 1992)

#### Mondiali
- 1 medaglia:
  - 1 argento (gara a squadre a Novosibirsk 1992)

#### Coppa del Mondo
- Vincitrice della Coppa del Mondo nel 1992 e nel 1993
- 23 podi (15 individuali, 8 a squadre), oltre a quello conquistato in sede olimpica e valido anche ai fini della Coppa del Mondo:
  - 11 vittorie (10 individuali, 1 a squadre)
  - 7 secondi posti (2 individuali, 5 a squadre)
  - 5 terzi posti (3 individuali, 2 a squadre)

##### Coppa del Mondo - vittorie
| Data            | Località            | Nazione                           | Specialità                                                |
| --------------- | ------------------- | --------------------------------- | --------------------------------------------------------- |
| 18 gennaio 1992 | Ruhpolding          | Germania                          | SP                                                        |
| 6 marzo 1992    | Oslo Holmenkollen   | Norvegia                          | IN                                                        |
| 12 marzo 1992   | Skrautvål           | Norvegia                          | SP                                                        |
| 21 marzo 1992   | Novosibirsk         | Comunità degli Stati Indipendenti | SP                                                        |
| 15 gennaio 1993 | Oberhof/Val Ridanna | Germania/ Italia                  | IN                                                        |
| 16 gennaio 1993 | Oberhof/Val Ridanna | Germania/ Italia                  | SP                                                        |
| 17 gennaio 1993 | Oberhof/Val Ridanna | Germania/ Italia                  | RL (con Ol'ga Kozlova, Svetlana Panjutina e Elena Belova) |
| 4 marzo 1993    | Lillehammer         | Norvegia                          | IN                                                        |
| 6 marzo 1993    | Lillehammer         | Norvegia                          | SP                                                        |
| 13 marzo 1993   | Östersund           | Svezia                            | SP                                                        |
| 20 marzo 1993   | Kontiolahti         | Finlandia                         | SP                                                        |

Legenda:

IN = individuale

SP = sprint

RL = staffetta

### Sci di fondo

#### Olimpiadi
- 2 medaglie:
  - 1 oro (staffetta[5] a Calgary 1988)
  - 1 argento (20 km a tecnica libera[5] a Calgary 1988)

#### Mondiali
- 5 medaglie:
  - 3 ori (staffetta[5] a Seefeld 1985; staffetta[5] a Oberstdorf 1987; staffetta[5] a Ramsau in Tirol 1999)
  - 2 argenti (5 km a tecnica classica[5], 20 km a tecnica libera[5] a Oberstdorf 1987)

#### Coppa del Mondo
- Miglior piazzamento in classifica generale: 2ª nel 1987
- 10 podi (7 individuali, 3 a squadre[6]), oltre a quelli conquistati in sede olimpica o iridata e validi ai fini della Coppa del Mondo:
  - 1 vittoria (a squadre)
  - 7 secondi posti (6 individuali, 1 a squadre)
  - 2 terzi posti (1 individuale, 1 a squadre)

##### Coppa del Mondo - vittorie
| Data             | Località | Nazione   | Specialità                                                       |
| ---------------- | -------- | --------- | ---------------------------------------------------------------- |
| 29 novembre 1998 | Muonio   | Finlandia | 4x5 km (con Ol'ga Danilova, Svetlana Nagejkina e Nina Gavryljuk) |